# Parit Buntar
Parit Buntar is een stad in de Maleisische deelstaat Perak.
Parit Buntar telt 3900 inwoners.